# Systemtheorie in der Politikwissenschaft
Die Politische Systemtheorie, oder Systemtheorie in der Politikwissenschaft, ist eine sehr abstrakte, teilweise holistische Sichtweise der Politik, die von der Kybernetik beeinflusst ist. Die Anpassung der Systemtheorie an die Politikwissenschaft wurde 1953 von David Easton konzipiert.

## Überblick

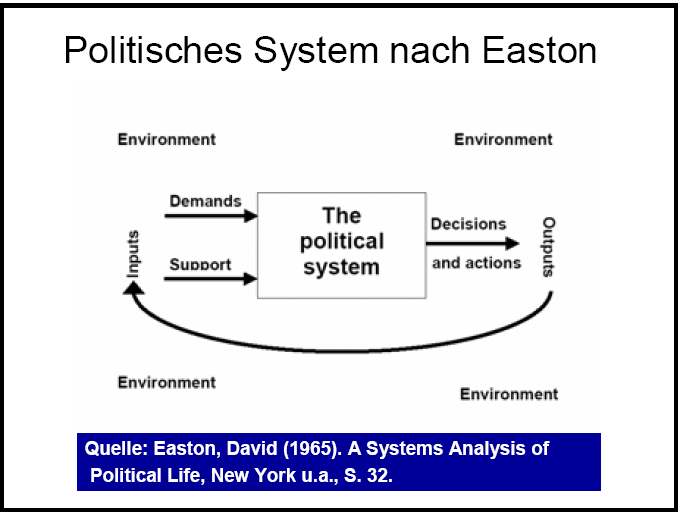
Easton, David (1965). A Systems Analysis of Political Life, New York, S. 32.

Vereinfacht ausgedrückt, schlug Eastons verhaltenswissenschaftlicher Ansatz zur Politik vor, dass ein politisches System als ein abgegrenztes (d. h. alle politischen Systeme haben genaue Grenzen) und fließendes (sich veränderndes) System von Entscheidungsschritten betrachtet werden kann. Sein Modell ist dabei stark simplifiziert. Das Umfeld erzeugt unterschiedliche Forderungen von verschiedenen Teilen der Gesellschaft, wie z. B. spezifische Rechte oder Vorrechte für eine bestimmte Gruppe, die Forderung nach besserer Infrastruktur usw., welche die Umwelt beeinflussen und als Kreislauf wiederum zu neuen Forderungen führen.
- Schritt 1: Veränderungen in der sozialen oder physischen Umwelt, die ein politisches System umgibt, erzeugen "Forderungen" und "Unterstützungen" für Maßnahmen zur Veränderung oder der Beibehaltung des Status quo, die als "Inputs" an das politische System gerichtet sind, durch politisches Verhalten.

- Schritt 2: Diese Forderungen und unterstützenden Gruppen stimulieren den Wettbewerb in einem politischen System, was zu Entscheidungen oder "Outputs" führt, die auf einen Aspekt der umgebenden sozialen oder physischen Umwelt gerichtet sind.

- Schritt 3: Nachdem eine Entscheidung als ein Output (z. B. eine bestimmte Politik) getroffen wurde, interagiert dieser mit seiner Umwelt und ändert diese ("Resultate").

- Schritt 4: Wenn eine neue politische Entscheidung mit ihrer Umwelt interagiert, können die Ergebnisse der Entscheidungen neue Forderungen und Gruppen hervorbringen, die sich für oder gegen die Politik aussprechen ("Feedback").

- Schritt 5, das Feedback, führt zurück zu Schritt 1 und bildet einen nie endenden Kreislauf.

### Politische Analyse
Easton strebte danach, die Politik zu einer Wissenschaft zu machen, d. h. mit hochabstrakten Modellen zu arbeiten, die die Regelmäßigkeiten von Mustern und Prozessen im politischen Leben im Allgemeinen beschreiben. Seiner Ansicht nach könnte die höchste Abstraktionsebene wissenschaftliche Verallgemeinerungen über die Politik möglich machen. Insgesamt sollte die Politik als Ganzes betrachtet werden und nicht als eine Ansammlung verschiedener Probleme, die es zu lösen gilt.
Seinem Hauptmodell lag eine organische Sichtweise der Politik zugrunde, so als wäre sie ein lebendiges Objekt. Seine Theorie beschreibt, was politische Systeme anpassungs- und überlebensfähig macht. Er beschreibt die Politik in einem ständigen Wandel und lehnt damit die Idee des "Gleichgewichts" ab, die in einigen anderen politischen Theorien weit verbreitet ist (siehe Institutionalismus). Außerdem lehnt er die Vorstellung ab, dass Politik auf verschiedenen Analyseebenen untersucht werden kann. Seine Abstraktionen könnten für jede Gruppe und jede Nachfrage zu jedem beliebigen Zeitpunkt gelten. Das heißt, dass die Interessengruppentheorie und die Elitentheorie unter die Analyse politischer Systeme subsumiert werden können. Seine Theorie war und ist sehr einflussreich in der pluralistischen Tradition der Politikwissenschaft (siehe Harold Lasswell und Robert Dahl).

## Kritik
Eastons Ansatz wurde kritisiert, weil er nicht falsifizierbar ist und eine spezifisch westliche oder amerikanische Voreingenommenheit haben soll.